# Monasterio de la Vallsanta
El monasterio de Santa María de Vallsanta es un antiguo cenobio femenino cisterciense situado cerca de la localidad de Guimerá, en la comarca catalana del Urgel.

## Historia
La construcción del monasterio se inició en 1235. El nuevo monasterio estaba destinado a sustituir el de Santa María de la Bovera. que se encontraba en malas condiciones por falta de agua. La comunidad, compuesta por veintitrés monjas, se trasladó en 1249 siendo su primera abadesa Agnès de Guimerà. En 1267 la construcción estaba ya finalizada.
Recibió diversas donaciones, destacando la realizada en 1272 por el rey Jaime I que financió gran parte de las obras de construcción del claustro. La comunidad estuvo activa durante los siglos XIV y XV. No se tienen noticias sobre la procedencia de las rentas del monasterio ni si recibió donaciones posteriores por parte de la corona o la nobleza. En 1348 el monasterio se vio afectado por una epidemia de peste que diezmó la comunidad.
Una nueva epidemia asoló el monasterio en 1403, quedando reducida a la madre abadesa, una madre priora, una sacristana y dos hermanas. En 1589 el cenobio estaba en completa decadencia; contaba sólo con tres monjas, no disponía de abadesa y se acumulaban las deudas. Francesc Oliver de Boteller, abad del monasterio de Poblet y visitador general de la orden del Císter, ordenó entonces que las religiosas se trasladaran al monasterio de Santa María del Pedregal, localizado cerca de Tárrega, lo que dio fin a la vida activa en Vallsanta. Tras el abandono de la actividad religiosa el edificio quedó en ruinas.

## Arquitectura
Quedan visibles algunos muros de la iglesia. Es de estilo gótico, de nave única y tenía una longitud de 20,5 metros por 9,8 metros de ancho. Se cree que la construcción no quedó finalizada y que faltaba uno de los muros. Además, carecía de campanario y de cimborrio. No quedan restos del claustro y algunos historiadores creen que el claustro antiguo de Santes Creus corresponde al claustro de Vallsanta. No existen, sin embargo, documentos que lo acrediten.